# Les Volcaniques de mars
 (juillet 2010).
Si vous disposez d'ouvrages ou d'articles de référence ou si vous connaissez des sites web de qualité traitant du thème abordé ici, merci de compléter l'article en donnant les références utiles à sa vérifiabilité et en les liant à la section « Notes et références ».
Les Volcaniques de mars était un festival musical (rock, pop, noise, metal, electro) organisé tous les ans à Clermont-Ferrand par l'association loi de 1901 « Les Volcaniques de mars ».

## Historique
Fondé en 1999 par Patrick Foulhoux, Yannis Sada et Fabrice Borie, le festival Les Volcaniques de mars a accueilli de nombreux artistes et groupes du monde entier, américains, asiatiques, africains, océaniens et européens, qui se sont produits lors des dix précédentes éditions, parmi lesquels : Nada Surf (1999), Dionysos (2000), Venus (2000), Penthouse (2000), Les Négresses Vertes (2000), High Tone (2001), Meï Teï Shô (2001, 2004), Frank Black (2002), Sharon Jones (2005), The Dillinger Escape Plan (2005, 2008), Ultradyne (2007), Sloy (1999),Sharko (2002), BDK & The Roller Coaster (1999, 2008), Svinkels (2002), King Kahn & his Shrines (2003, 2008), The Young Gods (2007) .
Le festival, qui a été créé un an pile après la disparition du festival Rock au Maximum fédérait des activistes locaux appartenant à diverses associations et organisations (Centre Info Rock Auvergne, La Belle Auvergne, La Micheline, Rockwave, La Coopérative de Mai, 12Inch, L'Assoce Tartare, 1/G, Espace Couriat, Radio Campus, Le Rio, Les Editions Mélanie Seteun, Le Temps des Cerises, etc.), ainsi que des personnalités connectées au milieu de la musique et des arts en général (Frédéric Perrot, Fanfan Dupuy, Hélène Renaud). Au fil de ses 10 éditions, le festival a également accueilli des auteurs (Ann Scott en 2000), des expositions, des conférences, des séances de cinéma (avec Le Rio) et une finale régionale de Air Guitar (animée par Thomas VDB). 
Le festival n'a pas eu lieu en 2009, ni en 2010. Il était l'un des derniers festivals rock de réputation internationale sur la région Auvergne.[réf. nécessaire]